# Малкочоглу Явуз Али-паша
Малкочоглу Явуз Али-паша (? — 26 июля 1604, Белград) — османский государственный и военный деятель, великий визирь Османской империи (16 октября 1603 — 26 июля 1604), вали Египта (1601—1603).

## Биография
Представитель известного турецкого рода Малкочоглу. Брат аги боснийских янычар Салиха-аги. Получил образование в дворцовой школе Эндерун. В июле 1601 года он был назначен губернатором эялета Египет (1601—1603). В октябре 1603 года после освобождения от должности и казни великого визиря Йемишчи Хасана-паши Малкочоглу Явуз Али-паша был избран султаном новым кандидатом на должность великого визиря и получил приказ прибыть в Стамбул.
22 декабря 1603 года скончался 37-летний османский султан Мехмед III, ему наследовал его 14-летний сын Ахмед I. В конце декабря в Стамбул из Египта прибыл Малкочоглу Явуз Али-паша и приступил к выполнению своих обязанностей.
В это время Османская империя вела войну на двух фронтах: против Габсбургов в Венгрии и Сефевидов в Иране. Новый визирь хотел назначить двух командующих (сердаров) на австрийском и иранском фронтах, а сам он остался в Стамбуле, чтобы координировать их действия. Но новый султан приказал, чтобы великий визирь Малкочоглу Явуз Али-паша возглавил османскую армию в войне против Австрии. Весной 1604 года османская армия под командованием великого визиря выступила в поход против Габсбургов. Во время прохождения по Балканам Малкочоглу Явуз Али-паша заболел. Он скончался в Белграде 26 июля 1604 года.